# Dustin
Dustin is een plaats (town) in de Amerikaanse staat Oklahoma, en valt bestuurlijk gezien onder Hughes County.

## Demografie
Bij de volkstelling in 2000 werd het aantal inwoners vastgesteld op 452.
In 2006 is het aantal inwoners door het United States Census Bureau geschat op 447, een daling van 5 (-1,1%). In januari 2009 werd opnieuw een schatting gemaakt. Er bleken nog maar 399 inwoners in Dustin te wonen. De grootste oorzaak hiervan is de slechte staat van de Amerikaanse economie.

## Geografie
Volgens het United States Census Bureau beslaat de plaats een oppervlakte van
1,6 km², geheel bestaande uit land. Dustin ligt op ongeveer 218 m boven zeeniveau.

## Plaatsen in de nabije omgeving
De onderstaande figuur toont nabijgelegen plaatsen in een straal van 20 km rond Dustin.